# Henri Rottembourg

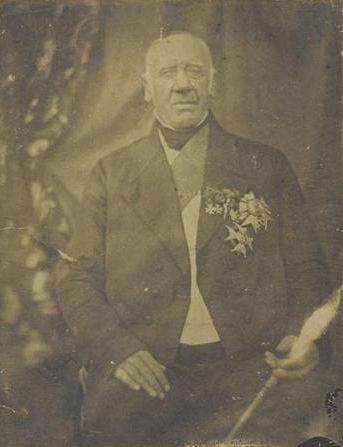
Général Henri Rottembourg

Henri Rottembourg (* 6. Juli 1769 in Phalsbourg, Lothringen; † 8. Februar 1857 in Montgeron, Département Essonne) war ein französischer Général de division.

## Leben
Henri Rottembourg trat als Soldat am 16. September 1784 in das Régiment du Quercy (ab 1791 84e régiment d’infanterie) ein. Am 1. Januar 1791 wurde er zum Caporal-fourrier befördert, am 1. Mai 1792 zum Sergent, am 26. August 1792 zum Adjudant-sous-officier, am 1. September 1792 zum Sous-lieutenant und am 15. Oktober 1792 zum Lieutenant. Er nahm an den Feldzügen des Jahres 1792 teil und war im An II (Zeit zwischen dem 1. Januar 1793 und dem 21. September 1793) bei der Armée du Centre, der Armée du Nord und der Armée des Ardennes eingesetzt. Am 1er frimaire an III (21. November 1794) wurde er Capitaine-adjudant-major der 172e demi-brigade, (diese wurde dann zur 99e demi-brigade und später zur 62e demi-brigade). Er diente vom An II (1794/1795) bis An IX (1800/1801) in der Armée de Sambre-et-Meuse, der Armée de Mayence, gegen die Engländer und in Italien. Im Gefecht bei Verona am 6 germinal an VII (26. März 1795) kämpfte er an der Spitze der Tirailleurs und wurde von einer Kugel im rechten Oberschenkel verwundet. Die Verletzung hinderte ihn nicht daran das Gefecht bis zum Ende durchzustehen. Im Frimaire an VIII (November/Dezember 1799) zeichnete er sich beim Rückzug der Truppen von Général Louis Gabriel Suchet zum Var aus und erhielt am folgenden 10 fructidor (27. August 1800) seine Beförderung zum Chef de bataillon. Am 4 nivôse an IX (25. Dezember 1800) führte er mit seiner Einheit in der Schlacht bei Pozzolo einen Bajonettangriff durch. Das trug zum Erfolg des 5 nivôse (26. Dezember) bei, an dem Borghetto kapitulieren musste. Rottembourg überbrachte dem österreichischen Kommandanten die Kapitulationsbedingungen.

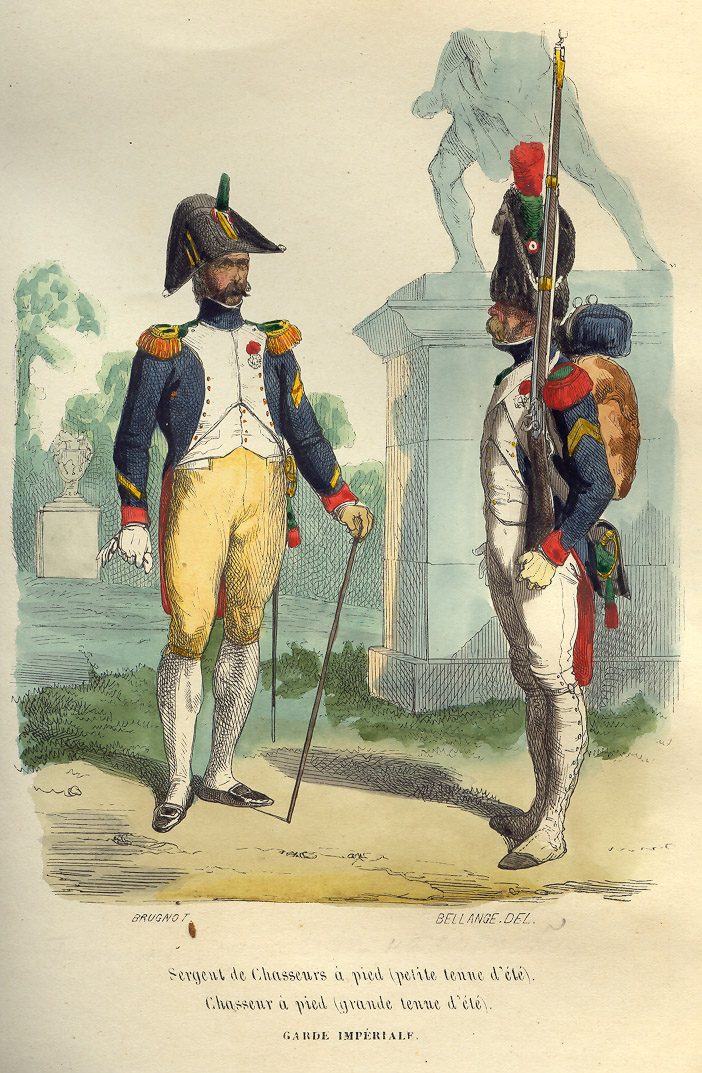
Das 1^{er} régiment de chasseurs à pied de la Garde als Einheit von Chef de bataillon Henri Rottembourg im Jahre 1813 (Zeichnung von Hippolyte Bellangé).

Am 30 frimaire an XII (21. Dezember 1802) wurde er Chef de bataillon im 56e régiment d’infanterie. Am 4 germinal an XIII (24. März 1803) wurde Rottembourg Angehöriger der Légion d’honneur und am 1. Mai 1806 mit dem Rang eines Chef de bataillon zum Regiment der Chasseurs à pied de la Garde impériale (Jäger zu Fuß der Kaiserlichen Garde) versetzt. Nach der Schlacht bei Jena und Auerstedt wurde er zum Colonel befördert und übernahm als Kommandant das 108e régiment d’infanterie de ligne, dazu wurde ihm am 7. Juli das Offizierskreuz der Ehrenlegion verliehen. Nach seiner Rückkehr nach Frankreich wurde er am 21. Juli 1811 zum Général de brigade befördert. Als Generaladjutant der Kaiserlichen Garde nahm er am Russlandfeldzug 1812 teil. Zurück in Frankreich übernahm er die Aufgabe, die Infanterie der kaiserlichen Garde neu zu organisieren, was er sehr erfolgreich durchführte und wofür er am 14. Mai 1813 mit dem Kommandeurskreuz der Ehrenlegion dekoriert wurde. Am 14. September des gleichen Jahres wurde er Chef des 1er régiment de chasseurs-à-pied de la Garde impériale (1. Regiment der Jäger zu Fuß der Kaiserlichen Garde) und am 20. November zum Général de division befördert. Während des Feldzuges in Frankreich im Jahre 1814 kommandierte er die 5. Division der Jungen Garde.

### Nach der Restauration
Nach der ersten Rückkehr der Bourbonen, am 27. Juni 1814, verlieh ihm König Ludwig XVIII. den Ordre royal et militaire de Saint-Louis, ernannte ihn zum Inspecteur général d’infanterie (Generalinspekteur der Infanterie) und dekorierte ihn am 14. Februar 1815 mit dem Grand officier de la Légion d’honneur. Am 30. April wurde er zum Kommandan der 6. Infanteriedivision im 2e corps d’observation (2. Beobachtungskorps) ernannt. Von dort wechselte er zu einer Division der Armée du Rhin (Rheinarmee) und schied am 9. September aus dem Dienst aus. Am 29. März 1816 erneut in diese Position berufen, wechselte er am 25. Oktober 1817 in die Inspection générale de l’infanterie (Generalinspektion der Infanterie) und am 30. Oktober 1818 in den État-major général de l’armée (Generalstab der Armee.) König Karl X. übertrug ihm am 9. August 1820 das Kommando über die 16. Division in Lille und dekorierte ihn mit dem Großkreuz der Ehrenlegion.
Am 17. November 1821 wurde er zum Président du comité d’infanterie (Präsident des Komitees für Angelegenheiten de Infanterie) ernannt und übernahm am 12. Februar 1823 das Kommando über die Division des Pyrénées-Orientales. Am 23. Mai 1825 wurde ihm das Kommandeurskreuz des Ordre royal et militaire de Saint-Louis verliehen.
Vom 5. August 1830 bis zum 10. Februar 1831 war er zur Disposition des Generalstabes gestellt. Am 5. Juli 1832 wurde er Generalinspekteur der Infanterie der 11. und 20. Division und ab dem 1. Dezember Kommandant der 18. Division in Dijon, um dann am 1. Juli 1834 endgültig aus dem Dienst auszuscheiden. Sein Name ist auf dem Arc de Triomphe de l’Étoile verewigt und bis 1869 gab es in Paris eine Rue Rottembourg. In seinem letzten Wohnort erinnert Schloss Rottembourg an den ehemaligen Bewohner. Zudem trägt der Platz vor der dortigen Kirche Saint-Jacques le Majeur die Bezeichnung Place de Rottembourg.

## Beförderungen
- 16. September 1784: Beginn des Militärdienstes
- 1. Januar 1791: Caporal-Fourrier (wurde 1919 durch den Caporal-chef ersetzt und entspricht daher etwa einem Hauptgefreiten heutigen Zuschnitts)
- 1. Mai 1792: Sergent
- 26. August 1792: Adjudant-sous-officier (Adjudant war allerdings kein Dienstgrad, sondern eine Dienststellung)
- 1. September 1792: Sous-lieutenant
- 15. Oktober 1792: Lieutenant
- 27. August 1800: Chef de bataillon
- 20. Oktober 1806: Colonel und Regimentskommandant im 108e régiment d’infanterie de ligne
- 21. Juli 1811: Général de brigade
- 20. November 1813: Général de division